# Big Hero 6 (fumetto)
Big Hero 6  è un immaginario gruppo di personaggi che compare nei fumetti pubblicati negli Stati Uniti d'America dalla Marvel Comics, creato da Steven T. Seagle e Duncan Rouleau su Alpha Flight nel settembre 1998, sono apparsi per la prima volta in una propria miniserie su Sunfire & Big Hero 6 n. 1 del 1998, e dieci anni dopo in un'altra miniserie dal titolo Big Hero Six. Tutti gli albi sono inediti in Italia.

## Membri del gruppo

### Baymax
Possente robot alimentato ad acqua creato da Hiro con i tracciati cerebrali del padre morto. In pubblico, assume l'aspetto di un imponente uomo in nero, mentre in combattimento può mutare in un gigantesco mecha (Action-Mecha) o in un altrettanto gigantesco drago (Battle-Dragon), aumentando la sua potenza. Tuttavia, qualora subisca gravi danni fisici, regredisce alla sua forma umanoide e perde potenza per un certo lasso di tempo. Il suo poderoso corpo robotico dispone di forza, velocità, agilità e riflessi sovrumani ed incorpora potenti reattori sotto i piedi, grazie ai quali può volare con una velocità ed un'agilità incredibili. Incorpora anche scanner e sensori grazie ai quali può rilevare il livello della minaccia rappresentata dalle forme di vita vicine. Può monitorare tutti i canali del Ministero della Difesa Giapponese e inviare, ricevere ed intercettare comunicazioni radio. È connesso al CCN personale di Hiro e può, pertanto, comunicare direttamente con lui tramite uno speciale braccialetto comunicatore che il ragazzo indossa. Può anche ricevere (in un secondo momento) dati su tutto ciò che il ragazzo vede e sente mentre indossa i suoi speciali occhiali cibernetici, per poi poterli analizzare. Può persino schierare degli speciali monitor remoti, in modo tale da poter ricevere dati da tutto ciò che essi catturano in lontananza. Baymax è programmato per poter risultare esperto in varie tecniche di combattimento corpo a corpo, tra i quali il pugilato texano, il karate, il tae kwon do e il wing chun.

## Altri media
I personaggi sono protagonisti di un film della Walt Disney Pictures, Big Hero 6, uscito a novembre 2014 nelle sale statunitensi.
Nonostante sia un po' fedele ai fumetti originali, presenta alcune differenze.